# Пюизё (Арденны)
Пюизё (фр. Puiseux) — коммуна во Франции, находится в регионе Шампань — Арденны. Департамент коммуны — Арденны. Входит в состав кантона Новьон-Порсьен. Округ коммуны — Ретель.
Код INSEE коммуны — 08348.
Коммуна расположена приблизительно в 180 км к северо-востоку от Парижа, в 75 км севернее Шалон-ан-Шампани, в 24 км к юго-западу от Шарлевиль-Мезьера.

## Население
Население коммуны на 2008 год составляло 103 человека.
| 1962 | 1968 | 1975 | 1982 | 1990 | 1999 | 2008 |
| ---- | ---- | ---- | ---- | ---- | ---- | ---- |
| 97   | 102  | 91   | 84   | 96   | 80   | 103  |

## Экономика
В 2007 году среди 65 человек в трудоспособном возрасте (15—64 лет) 45 были экономически активными, 20 — неактивными (показатель активности — 69,2 %, в 1999 году было 77,8 %). Из 45 активных работали 44 человека (27 мужчин и 17 женщин), безработной была 1 женщина. Среди 20 неактивных 6 человек были учениками или студентами, 6 — пенсионерами, 8 были неактивными по другим причинам.

## Фотогалерея

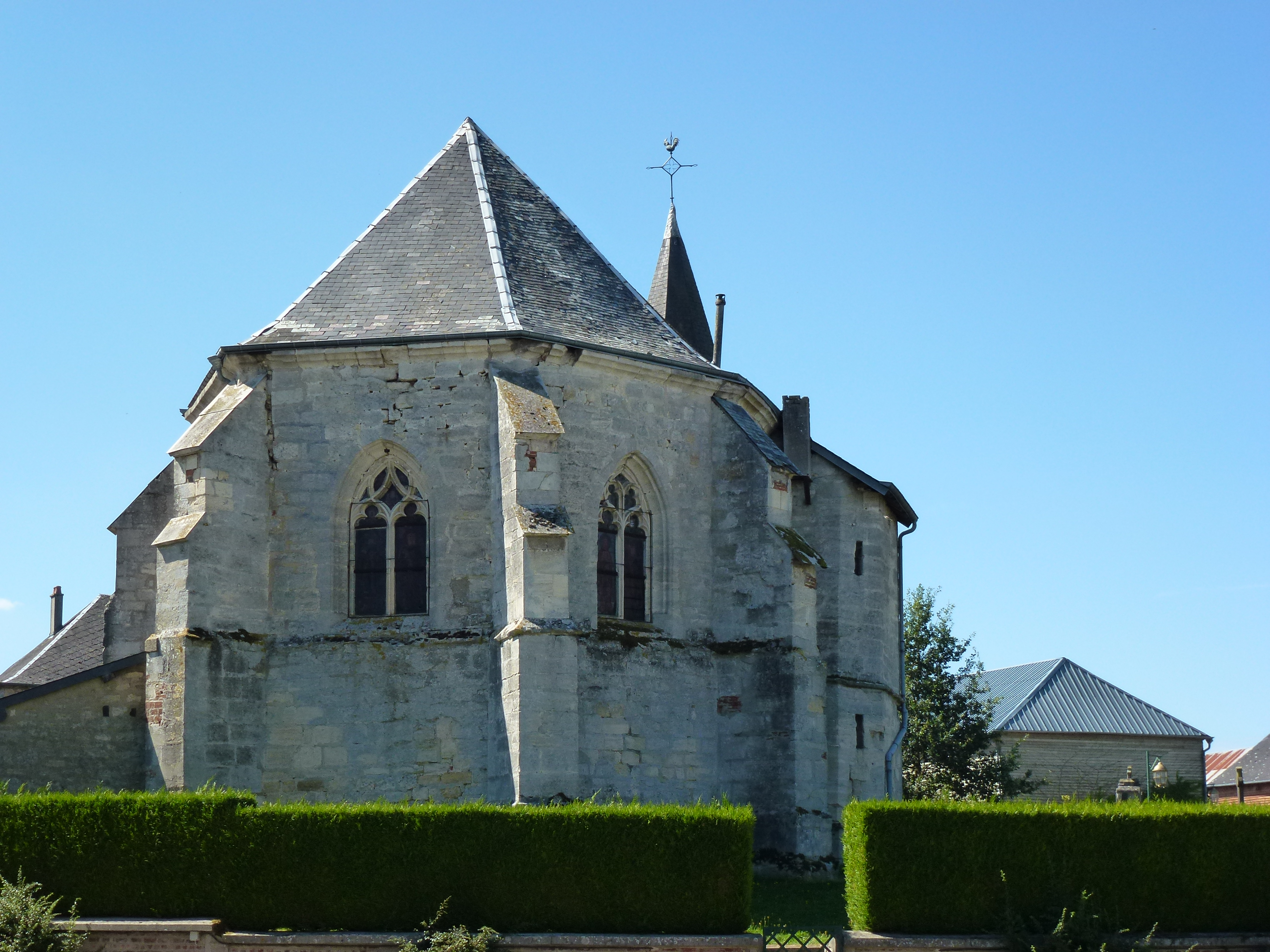
Церковь
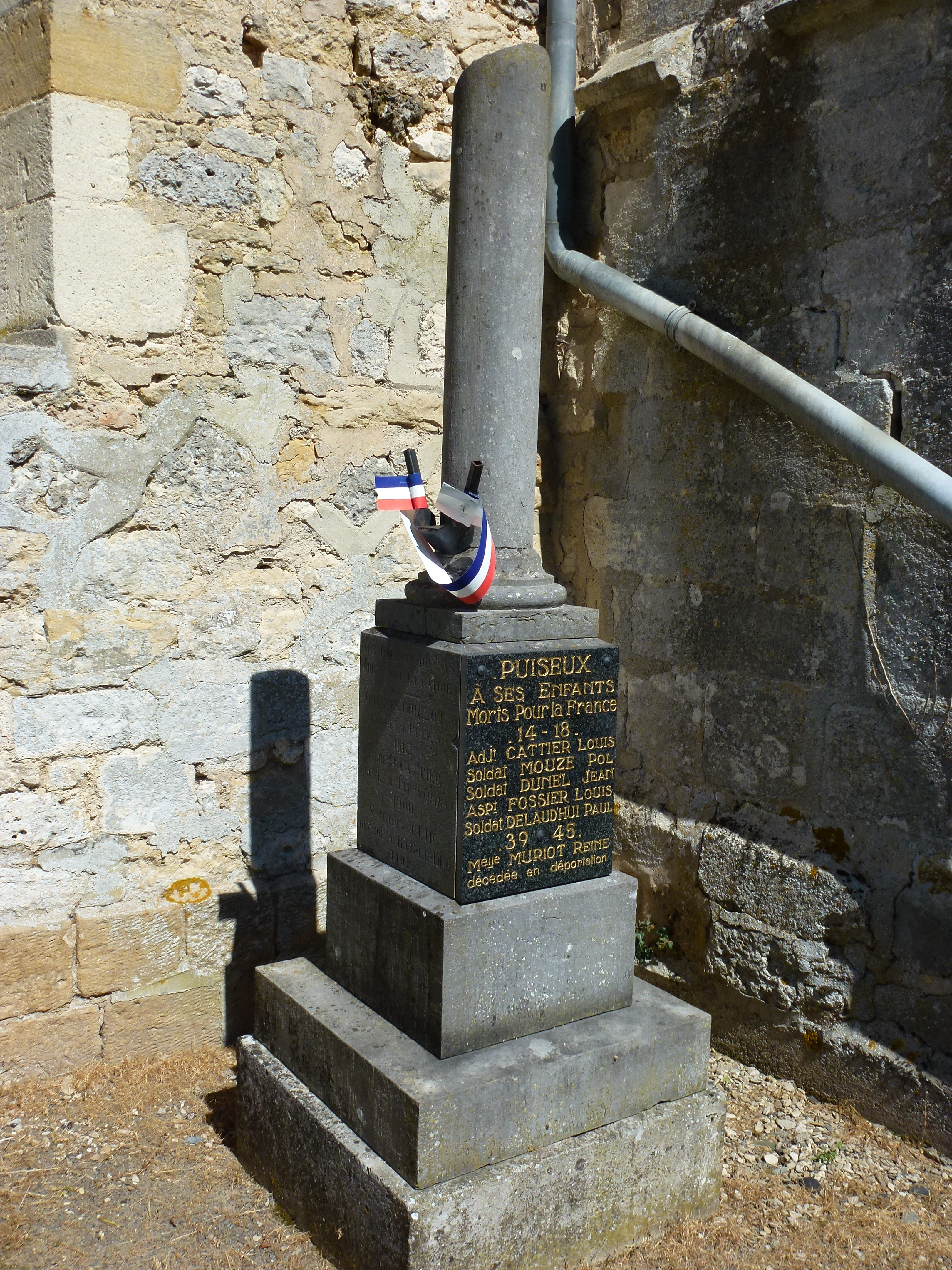
Памятник погибшим в Первой мировой войне
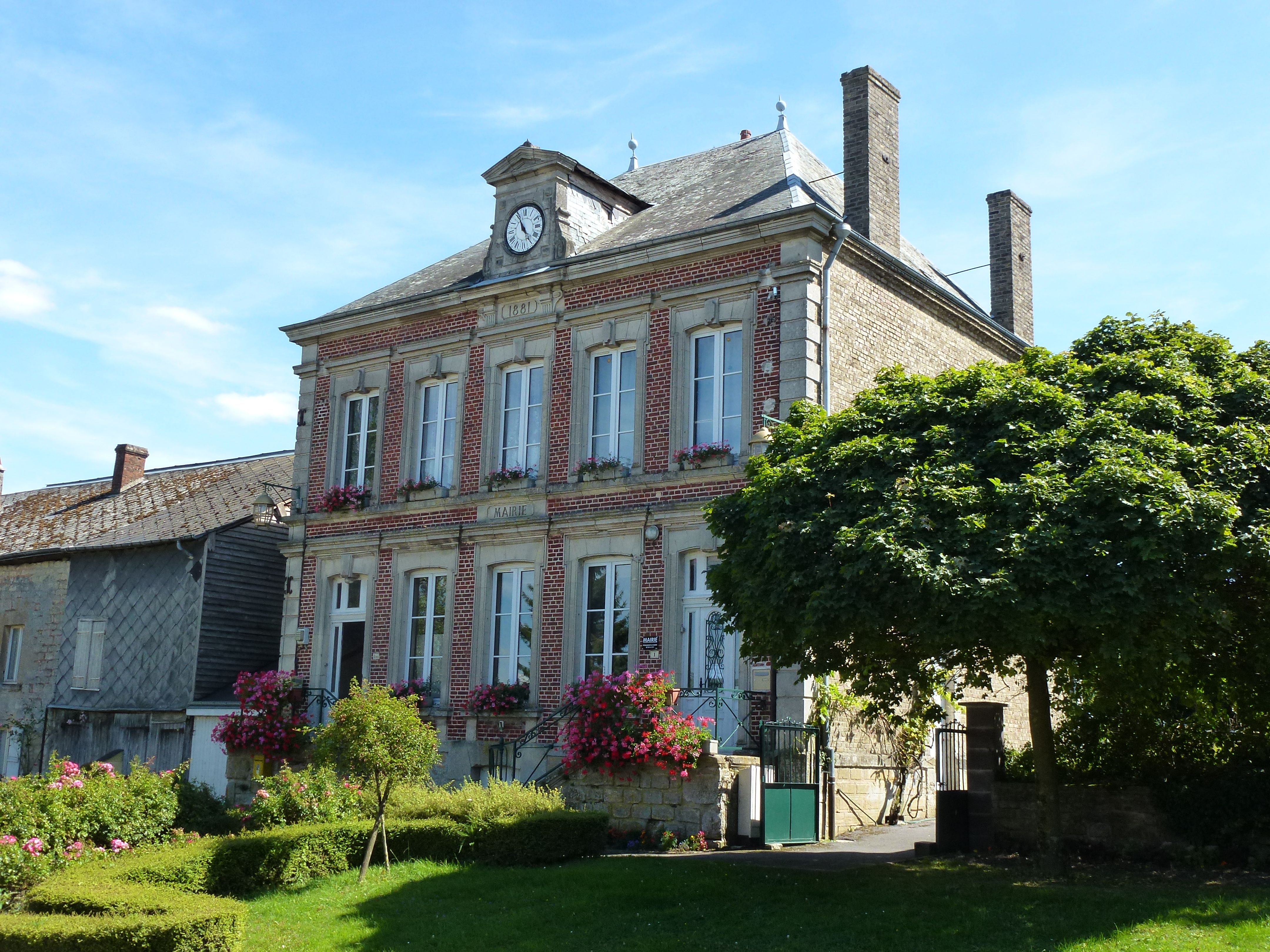
Мэрия
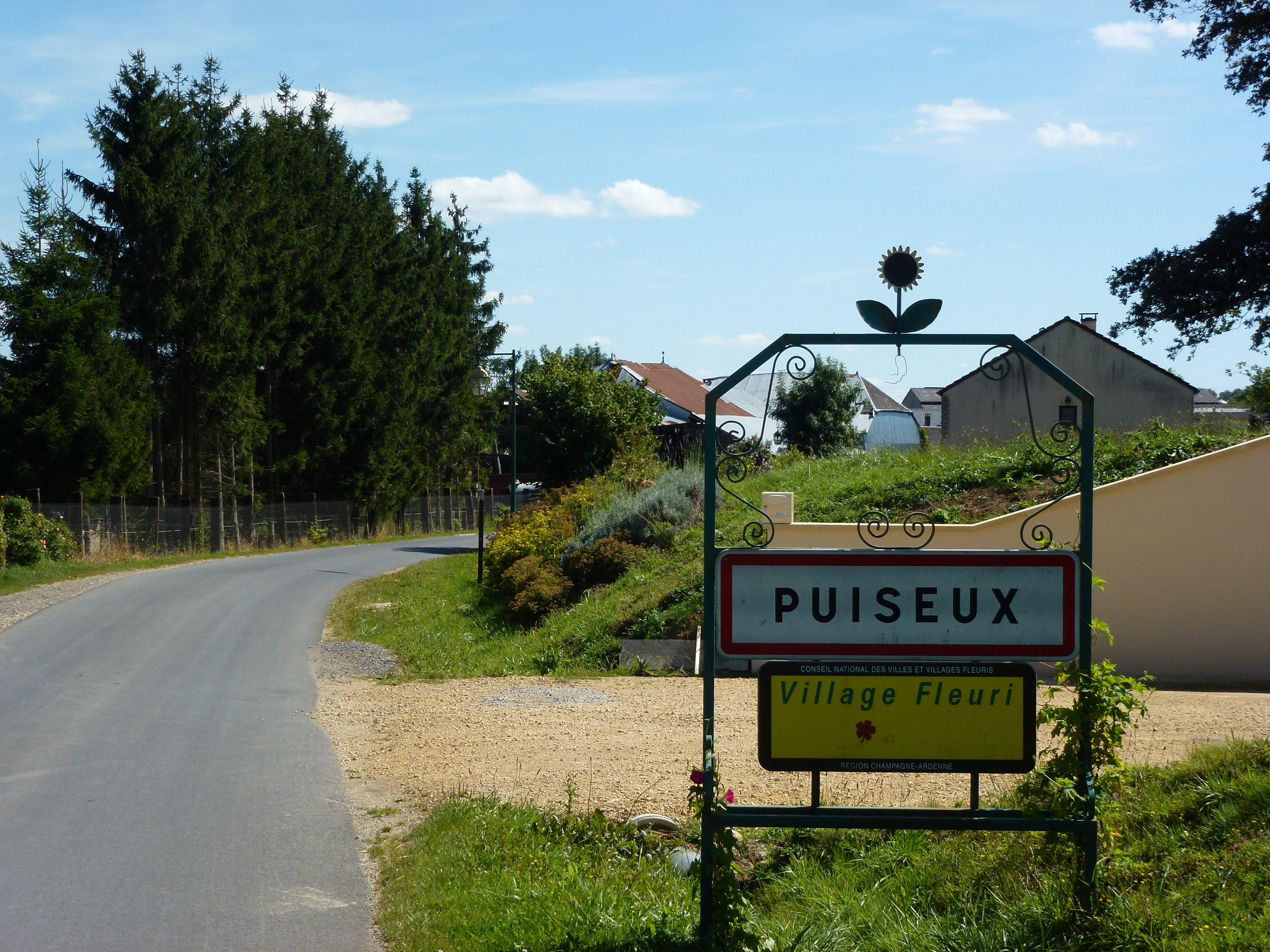
Въезд в Пюизё